# Al Hoceïma

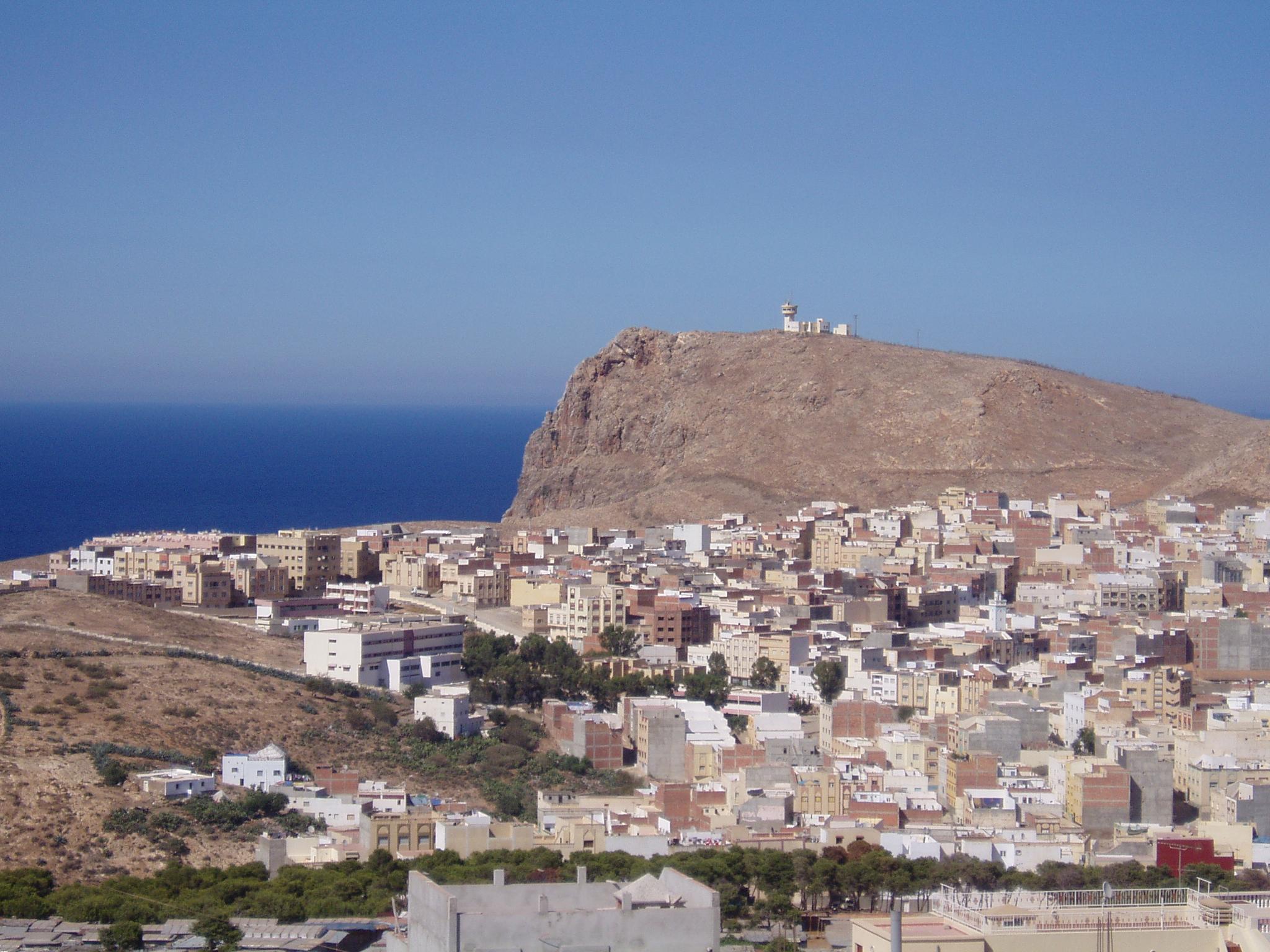
Vy över Al Hoceïma.

Al Hoceïma (spanska Alhucemas; arabiska الحسيمة, berberspråk ⵍⵃⵓⵙⵉⵎⴰ) är en stad i Marocko och är administrativ huvudort för provinsen Al Hoceïma som tillhör regionen Tanger-Tétouan-Al Hoceïma. Folkmängden uppgick till 56 716 invånare vid folkräkningen 2014.